# 히스토릭 인바이러먼트 스코틀랜드
히스토릭 인바이러먼트 스코틀랜드(영어: Historic Environment Scotland, 약칭 HES, 스코틀랜드 게일어: Àrainneachd Eachdraidheil Alba)는 스코틀랜드의 역사 환경의 조사, 관리, 홍보를 목적으로 설립된 비부처 공공기관이다. 2015년 정부 기관인 히스토릭 스코틀랜드 (Historic Scotland)와 왕립 스코틀랜드 고대 역사 문화재 위원회 (RCAHMS)가 합병되는 방식으로 출범하였다. 히스토릭 인바이러먼트 스코틀랜드는 에든버러성, 스캐러 브레이, 포트 조지를 비롯해 국가 중요 문화유산 300여 곳 이상을 관리하고 있다.

## 역사
스코틀랜드의 문화유산 관련 기관으로는 국가 주요 문화유산을 관리하는 정부 기관인 히스토릭 스코틀랜드 (Historic Scotland), 스코틀랜드의 역사 환경에 대한 기록을 수집하고 관리하는 왕립 스코틀랜드 고대 역사 문화재 위원회 (RCAHMS)의 두 곳으로 나뉘어 있었다. 2014년 3월 3일 스코틀랜드 의회 제정 조례에 의거하여 두 기관이 해산됨과 동시에, 그 기능은 2015년 10월 1일자로 히스토릭 인바이러먼트 스코틀랜드 (Historic Environment Scotland)로 이관되었다.
HES는 자선단체 성격의 비부처 공공기관 (non-departmental public body)로서 스코틀랜드 장관 이 임명한 이사회가 운영을 맡고 있다. 스코틀랜드의 역사 환경 전략, 즉 '역사 속 우리 고장' (Our Place in Time)을 이행할 의무를 맡고 있으며, 영국 정부가 관리하는 스코틀랜드 내 건축물과 기념물뿐만 아니라 국가 소유의 고문헌, 회화, 사진 소장품도 담당한다. 문화유산과 소장품 관리 외에도 스코틀랜드 전역의 문화유산 보존 작업, 교육 예산 및 지침 제공도 실시하고 있다.
2015년 출범 당시 캔모어 (Canmore)라는 온라인 데이터베이스의 서비스를 개시하였다. 스코틀랜드 고대역사 문화재 위원회로부터 이관받은 서비스에 영국 국가 항공사진 컬렉션 (National Collection of Aerial Photography)도 하위 서비스로 통합하였다.

## 같이 보기
- 히스토릭 인바이러먼트 스코틀랜드 관할 문화유산 목록
- 스코틀랜드의 등록문화재
- 영국의 지정문화재
- 스코티시 텐
- 스코틀랜드 내셔널 트러스트
- 영국의 구성국별 문화유산 관리 기관
  - 카두 / 왕립 웨일스 고대 역사 문화유산 위원회
  - 히스토릭 잉글랜드 / 잉글리시 헤리티지
  - 북아일랜드 지역사회부 역사환경부(구 북아일랜드 환경청 소속)